# Merovingok

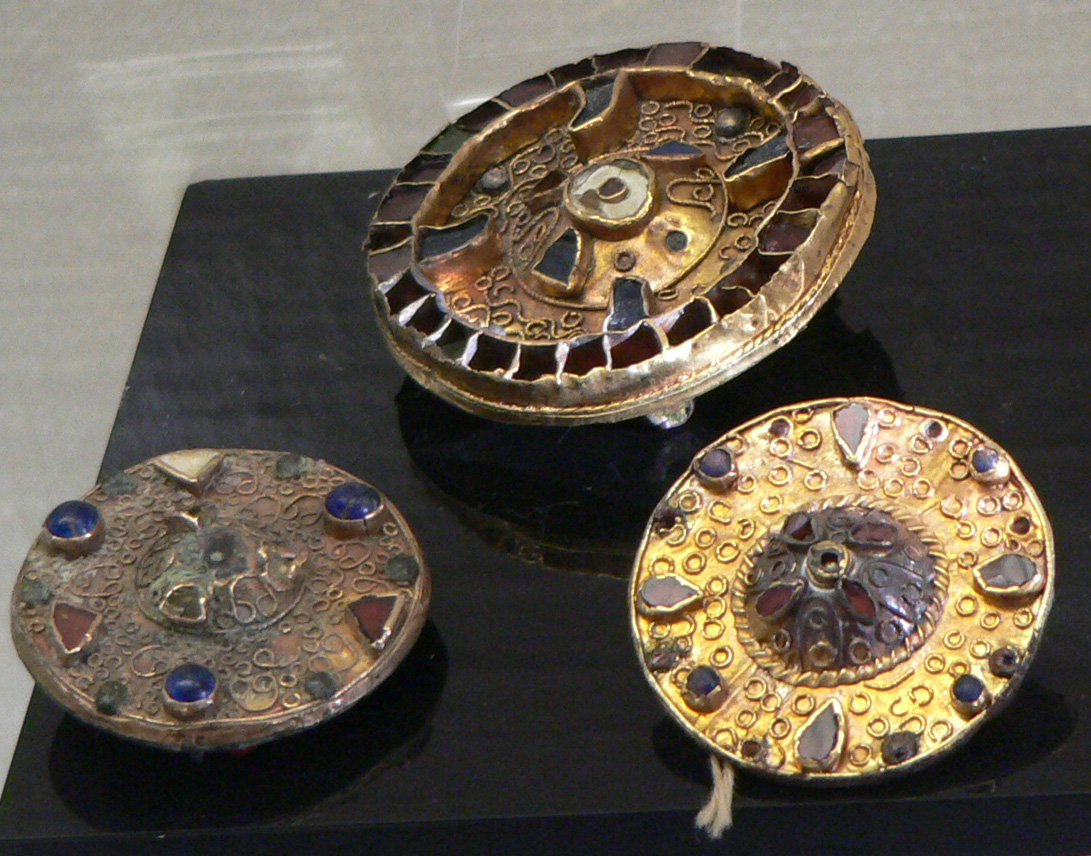
Meroving stílusú fibulák a Francia Nemzeti Könyvtár múzeumában

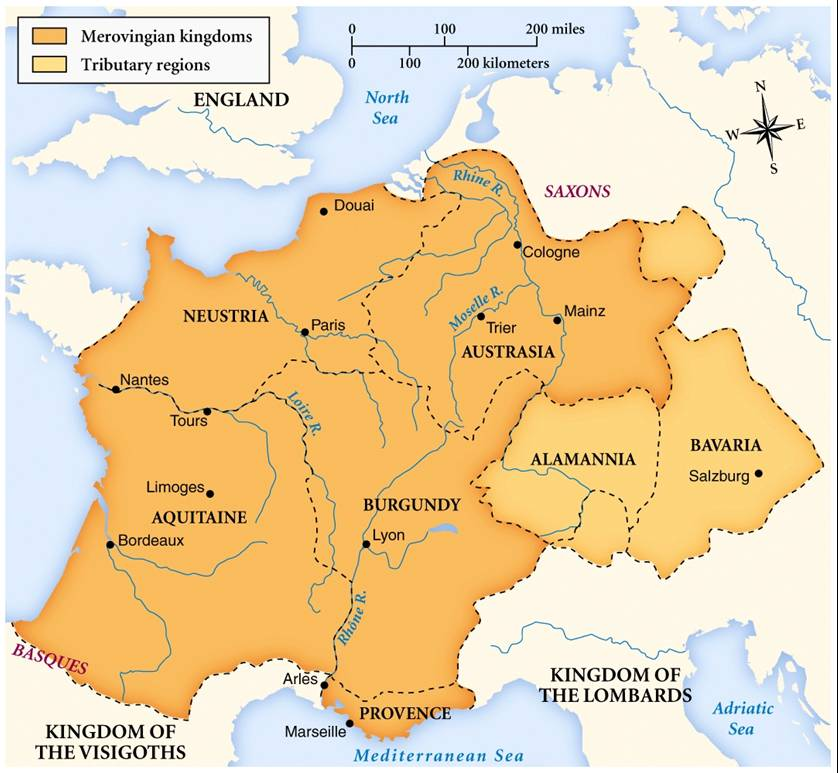
A meroving királyságok legnagyobb kiterjedése és a vazallus államok

A Merovingok dinasztiája a különféle frank államalakulatokban uralkodott az 5-től a 8. századig. Kortárs források gyakran „hosszú hajú királyok” névvel illetik őket; hajviseletük a germán hagyományokban a királyokat megillető szakrális jelleget, az uralkodásban őket segítő karizmát szimbolizálta (levágása pedig a karizma elvesztését).

## Szakrális gyökerek
Az uralkodóház neve Merovech (talán csak legendabeli) vezér nevéből ered (latin formájában Meroveus vagy Merovius), aki a száli frankok vezetője volt körülbelül 447-től 458-ig. Őt Fredegár krónikája szerint a legenda egy, a tengerből felmerülő,  varázserejű és sertés formájú lénytől származtatta.
Ugyancsak pogány gyökerű a koronázáson a gyógyító király szertartása, amely később, a Karoling, majd Capeting uralkodók idején is megmaradt. A király felkenéséhez használt olaj a legenda szerint nem földi eredetű, hanem egy galamb hozta az égből I. Klodvig keresztelésére, sohasem fogy el, és az ezzel felkent király kézrátétellel meg tudja gyógyítani a golyvás betegeket (ennek hagyományos szavai: „A király megérintett, Isten meggyógyított téged”). A szent olajat a 12. századtól Reimsben, a koronázó városban őrizték a Szent Remigius-templomban, és a koronázásra mindig onnan vitték át díszmenettel a székesegyházba. A szertartást francia földön utoljára X. Károly végezte el 1824-ben, mert a francia forradalom idején valakinek sikerült megmentenie egy ampullányit a csodatévő olajból. Hódító Vilmos utódai a szokást Angliában is meghonosítottáik; ott az utolsó „gyógyító király” az 1625-ben megkoronázott I. Károly volt.

## Történetük
A ház felemelkedése I. Childerich frank királyhoz kötődik (458-481), aki legyőzte a vizigótokat, a szászokat és az alemannokat. Fia, I. Klodvig frank király irányítása alá vonta Gallia Loire-tól északra fekvő területeit, felvette a kereszténységet (496), és a vouilléi csatában megsemmisítette a vizigótok toulouse-i királyságát (507).
Klodvig – a frank hagyománynak megfelelően – felosztotta országát négy fia között. Ez a szokás a következő két évszázadban is fennáll: a birodalom általában megosztott, s csak időnként egyesül egyetlen uralkodó alatt; a frankok azonban mindig egységesnek tekinették államukat, a párhuzamosan uralkodó királyok elvileg közösen kormányoztak. A Frank Birodalom ebben a kései Nyugat- és Keletrómai Birodalommal mutat hasonlóságot.
A Meroving királyok a gazdagabb előkelőket grófokká, őrgrófokká nevezték ki, s védelmi, közigazgatási és igazságszolgáltatási feladatköröket ruháztak rájuk. A frankok államigazgatása a rómaiak összeomló közigazgatási és adóztatási rendszere és a felbomló társadalmi rend ellenében jött létre. A grófoknak hadsereget kellett fenntartaniuk; a hívükül szegődött lovagok szolgálatait földek adományozásával jutalmazták. (Ebből a rendszerből fejlődött ki a feudalizmus.) Ezeket a hadseregeket a király támadó és védekező feladatokra is összehívhatta.
A grófok nem tartoztak adóval a királynak (a pénzmozgás ezért elég jelentéktelen volt). A király a saját birtokaiból származó magánjövedelméből élt, állami bevételei nem voltak, s az általa elajándékozott földek semmilyen módon nem kerülhettek vissza hozzá. Így természetesen egyre szegényebb és szegényebb lett, s ezzel együtt hatalma is csökkent. A 7. század uralkodói már nem tettek komoly kísérletet uralmuk megszilárdítására, és a semmittevésnek adták át magukat.
A 7. század elején az uralkodó mind több teret adott az adminisztráció irányításában az udvar egy jelentős tisztségviselőjének, a maior domo-nak, azaz a majordomusnak (a latin kifejezés szó szerinti fordítása: a ház nagy embere; magyar megfelelője: udvarmester, háznagy, vagy hoppmester – a német hofmeister szóból –, de általában a latin szó használatos, esetleg majordómusz formában). 
A cím hamarosan a Karoling családon belül öröklődött. Egyre inkább a majordomusok lettek a tényleges katonai és politikai vezetők. 732-ben az Ibériai-félszigetről betörő mórokat legyőző sereget már nem a király, hanem Martell Károly majordomus vezette.
Fia, Kis Pipin frank király a frank előkelők támogatásával véget vetett a Merovingok uralmának. Amikor Zakariás pápa segítségét kérte a longobárdok elleni küzdelemhez, Pipin megkoronázásának elismerését kérte cserébe. Az utolsó Merovingot, III. Childerich frank királyt 751-ben távolították el trónjáról. Életben hagyták, de hosszú haját levágták és kolostorba kellett vonulnia.